# Cedric
Cedric är ett brittiskt mansnamn som introducerades i och med Walter Scotts figur Cedric Saxaren (Cedric the Saxon) i romanen Ivanhoe. Förmodligen avsåg Scott egentligen det fornengelska namnet Cerdic (okänd etymologi) som bars av två konungar – Cerdic av Wessex (467–534, regerade 519–534) och Cerdic av Elmet (560–617).
Andra former av namnet är Cedrik och Cédric. 
Namnet Cedric är baserat på ord av keltiskt ursprung och sammansatt av "kad", krig, och "ric", härskare. Namnet kan därför tolkas som "krigsherre".

## Personer med namnet Cedric
- Cedric Belfrage
- Cedric Diggory (fiktiv figur)
- Cedric Gibbons
- Cedric Hardwicke
- Cédric Klapisch
- Cédric Pioline
- Cedric Tovatt